# Fratelli Carli
Fratelli Carli S.p.A. è un'azienda alimentare italiana specializzata nel settore dell'olio di oliva.

## Storia

Logo dell'Olio Carli

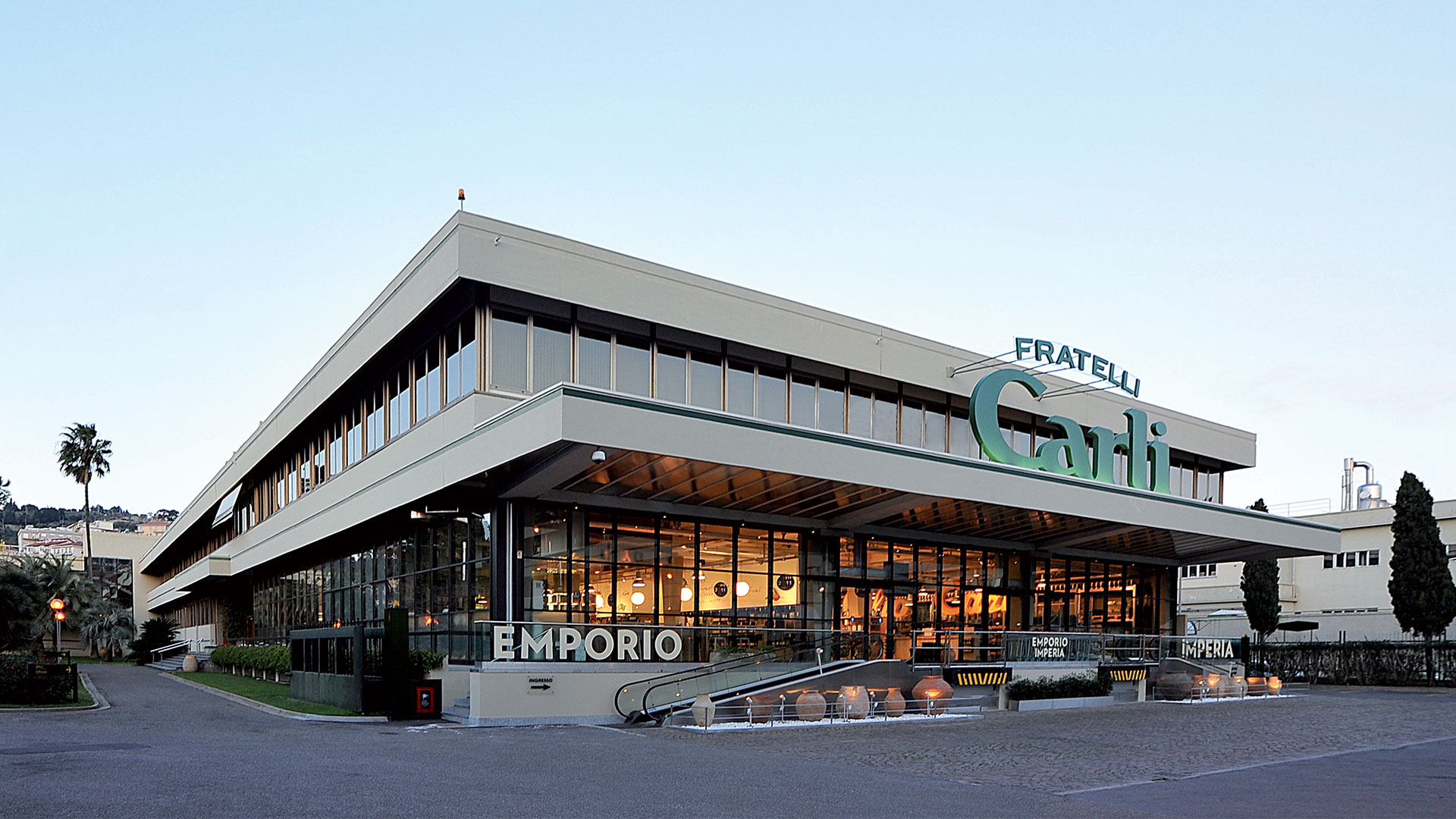
La sede di Imperia con il primo punto vendita Emporio Carli

La lunga tradizione dell'azienda Fratelli Carli S.p.A. ha inizio a Oneglia nel 1911. Proprio in questa annata i fratelli Carli, proprietari di un'avviata tipografia, assistettero a un eccezionale raccolto di olive nei terreni di loro proprietà. L'abbondanza di materia prima portò uno dei fratelli, Giovanni, a prendere la decisione di produrre e vendere l'olio in eccesso non in un normale negozio, ma intraprendendo un'attività di vendita porta a porta del prodotto, in modo da fidelizzare il cliente. L'idea si rivelò vincente, e l'antica tipografia di famiglia divenne un ottimo supporto per la commercializzazione e la pubblicizzazione del marchio, "una bambina con la damigiana", creato nel 1922 dal cartellonista Plinio Codognato insieme con la scritta "Fratelli Carli". Dalla fusione delle due attività, tipografica e alimentare, nasce la Fratelli Carli di Oneglia, che nel 1927 diviene fornitrice pontificia ed, esattamente dieci anni dopo, della Real Casa di Savoia.

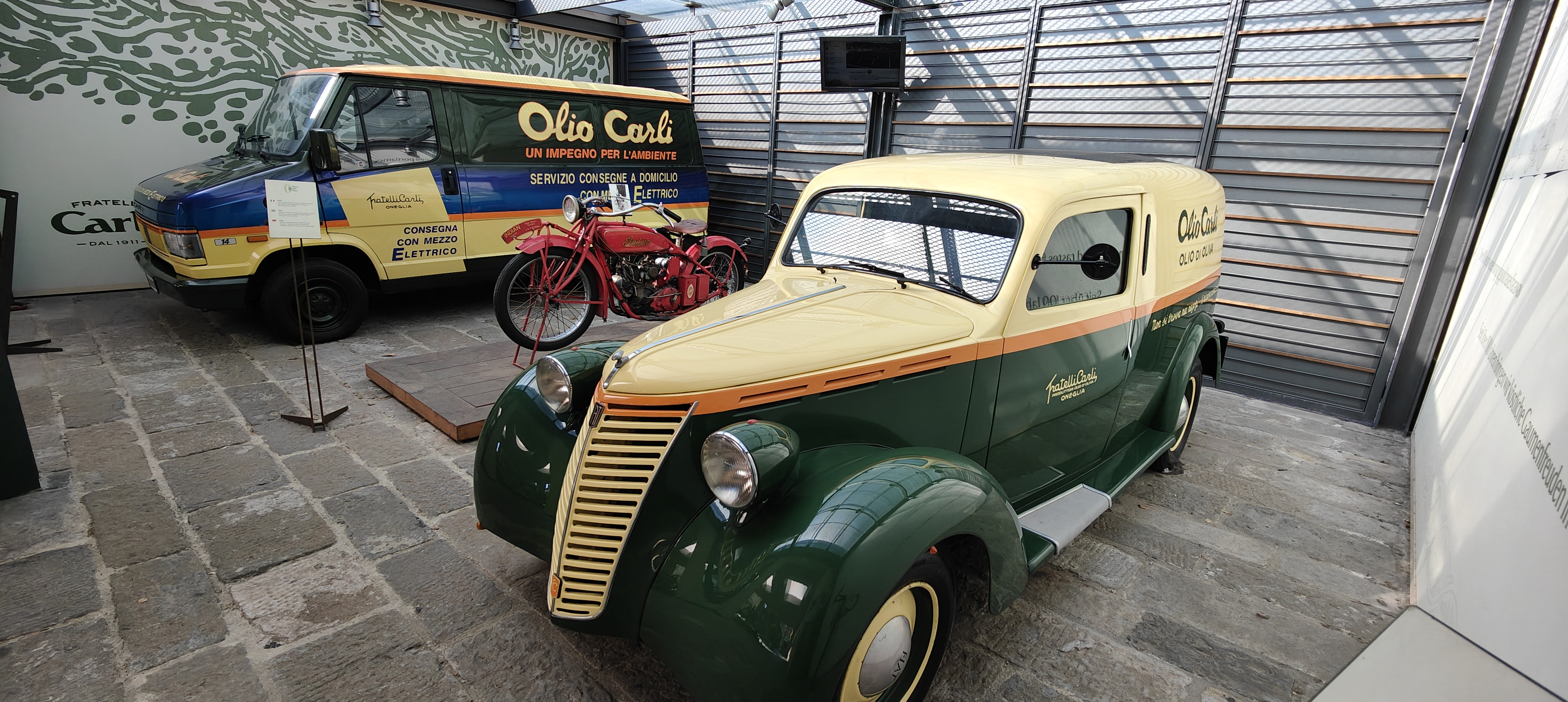
Fiat 1100B del 1946, prima del furgone (1992, elettrico per consegne centro Milano) Fiat Ducato; moto Indian del 1924

Ricostruito nel 1948 lo stabilimento distrutto dalla guerra opera di Carlo Carli (successivamente insignito dell'onorificenza di Cavaliere del Lavoro), nel 1950 viene adottato il marchio in lamina d'oro dell'Olio Carli disegnato ancora negli anni trenta da Giuseppe Cappadonia, che nel 1936 aveva illustrato il primo ricettario Carli. Nel 1981 all'olio d'oliva si affianca l'olio extra vergine d'oliva. Nel 1997, su iniziativa di Lucio Carli, nasce la Linea Mediterranea, una divisione di cosmetici derivati dall'olio d'oliva.
Dal 2012 l'azienda ha aperto dei negozi monomarca in varie città del Nord Italia: Milano, Torino, Genova, Cuneo, Alessandria, Pavia, Piacenza, Aosta, Padova, Bologna Monza, Varese, Como, Novara, Treviso, Alba, Vicenza e adiacente all'aeroporto di Bergamo-Orio al Serio.
Nel 2018, come dichiarato in etichetta, delle sei varianti di olio vendute nei diversi formati due, di olio extravergine, sono ottenute da oli esclusivamente italiani e di queste una può fregiarsi della denominazione di origine protetta D.O.P. Riviera Ligure (Riviera dei Fiori). Le altre varianti vengono prodotte mediante miscelazione di oli ottenuti da raccolti di olive italiane ed estere.

## Collezioni della famiglia Carli e Museo dell'olivo
La famiglia Carli possiede una collezione privata di oggetti che possono essere considerati simbolo dell'olivo nel Mediterraneo.

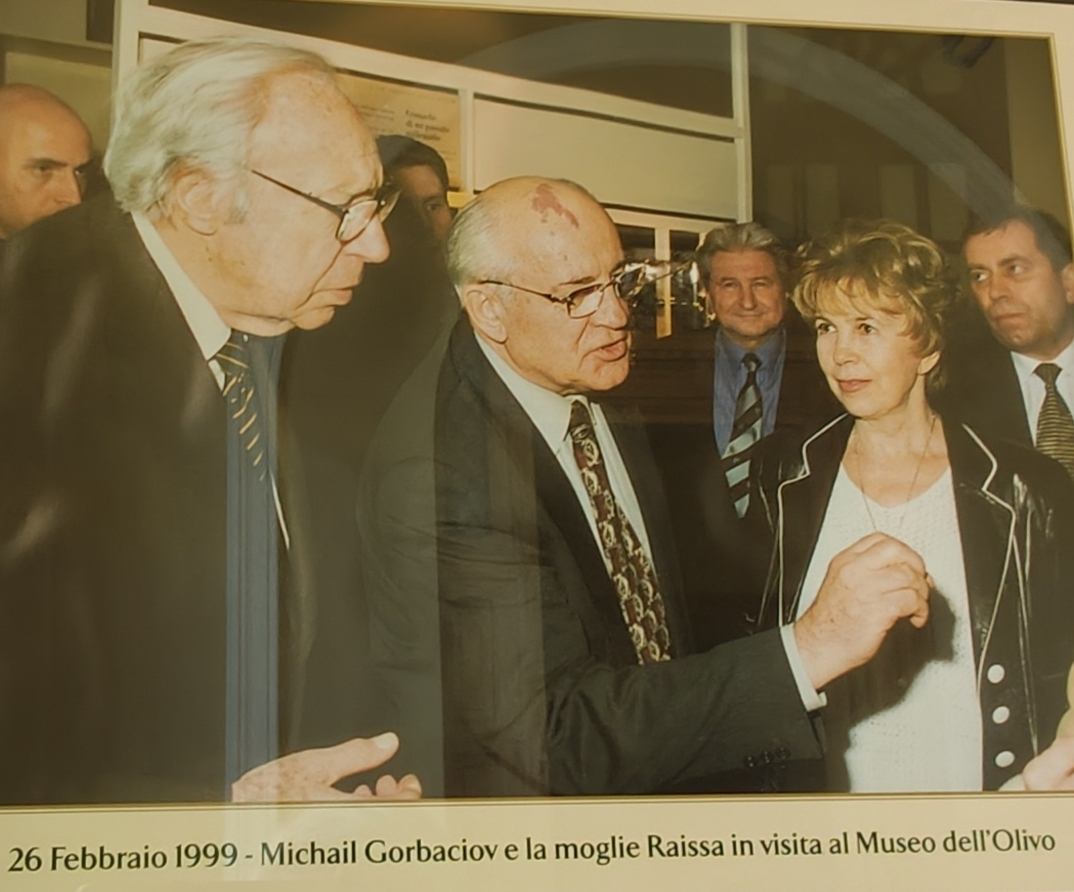
Michail Gorbaciov e la moglie Raissa accolti da Carlo Carli nel Feb. 1999

A Oneglia, presso lo stabilimento, è stato allestito un museo privato multimediale che ripercorre la storia della pianta di olivo e dell'olio di oliva. 

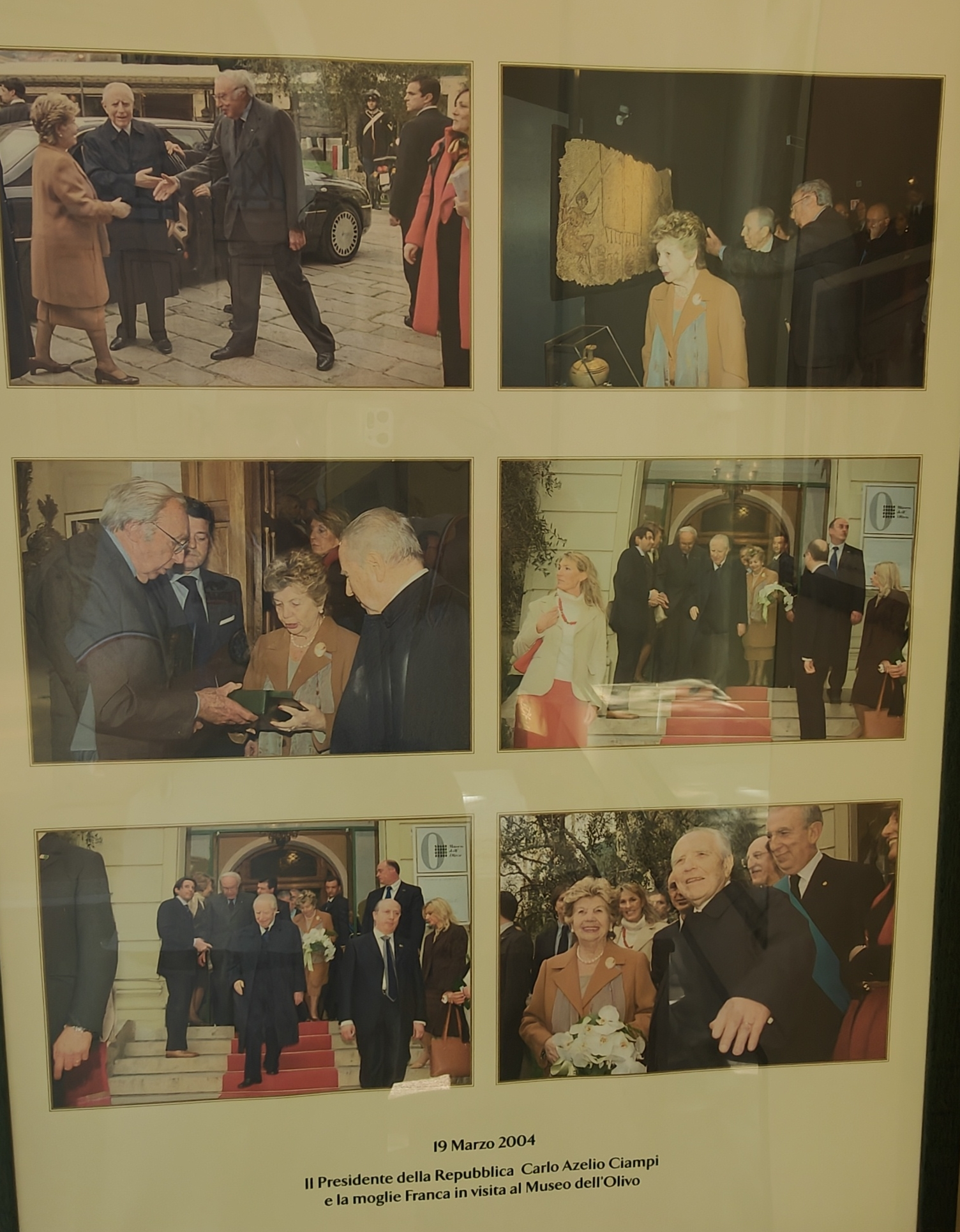
19 Marzo 2004: visita al museo del Presidente Ciampi e signora Franca

L'offerta museale ripercorre la cultura dell'olio dagli antichi Egizi all'era moderna ed è visitabile con biglietto d'ingresso.